# Feryal Abdelazízová
Feryal Abdelazízová (* 16. února 1999, Káhira) je egyptská karatistka. Na Letních olympijských hrách 2020, které se konaly v japonském Tokiu, získala zlatou medaili v kategorii žen +61 kg, a stala se tak první Egypťankou, která získala zlatou medaili na olympijských hrách.

## Život
Ve svých sedmi let se začala věnovat karate. V rámci svého vzdělání studovala na Britské univerzitě v Egyptě a vyučila se farmaceutkou.
Jednu ze svých bronzových medailí získala na Karate1 Premier League, které se konalo v marockém Rabatu. Reprezentovala Egypt na Afrických hrách 2019, kde získala stříbrnou medaili v kategorii kumite žen do 68 kg.
V červnu 2021 se na světovém olympijském kvalifikačním turnaji v Paříži kvalifikovala na Letní olympijské hry 2020 v japonském Tokiu.
Její první zápas byl proti Číňance Kung Li, který vyhrála 4:0. Kung Li měla postoupit dál a získat bronzovou medaili. Druhý zápas Abdelazízové byl s Elenou Quiriciovou, ve kterém se ujala brzkého vedení, ale Quiriciová srovnala skóre a Abdelazízová zvítězila jen díky senšú. Abdelazízová poté prohrála zápas s Íránkou. Poslední zápas s Alžířankou Lamyou Matoubovou, který skončil remízou, jí umožnil postoupit do semifinále.
V semifinále porazila Sofii Berultsevovou v poměru 5:4 a vybojovala si místo v souboji o zlatou medaili proti Irině Zarecké z Ukrajiny. Abdelazízová porazila svou soupeřku ve finále 2:0 a získala zlatou medaili .
Feryal Abdelazízová a Giana Farouková byly jediné závodnice, které pro Egypt získaly medaili v karate na Letních olympijských hrách 2020. Farouková získala jednu z bronzových medailí v kategorii žen nad 61 kg. Abdelazízová byla první Egypťankou, která získala zlatou medaili na jakýchkoli olympijských hrách.
V listopadu 2021 získala zlatou medaili v týmové disciplíně kumite žen na Mistrovství světa v karate 2021, které se konalo v Dubaji ve Spojených arabských emirátech. Soutěžila také v kategorii do 68 kg.
Na Středomořských hrách 2022, které se konaly v alžírském Oranu, získala zlatou medaili v kategorii do 68 kg. Ve finále porazila Silvii Semerarovou z Itálie.

## Úspěchy
| Rok  | Soutěž                     | Místo                          | Výsledek | Kategorie         |
| ---- | -------------------------- | ------------------------------ | -------- | ----------------- |
| 2018 | Mistrovství světa v karate | Madrid, Španělsko              | stříbro  | týmové kumite žen |
| 2019 | Africké hry                | Rabat, Maroko                  | bronz    | kumite do 68 kg   |
| 2021 | Letní olympijské hry       | Tokio, Japonsko                | zlato    | kumite nad 61 kg  |
| 2021 | Mistrovství světa v karate | Dubaj, Spojené arabské emiráty | zlato    | týmové kumite žen |
| 2022 | Středomořské hry           | Oran, Alžírsko                 | zlato    | kumite do 68 kg   |